# Liga Nacional de Baloncesto Profesional de México 2010-2011
La Temporada 2010-2011 de la LNBP fue la undécima edición de la Liga Nacional de Baloncesto Profesional de México. Para este torneo se tuvo la participación de 18 clubes.
La temporada tuvo un solo grupo de equipos. El torneo regular inició el 2 de septiembre y concluyó el 29 de diciembre de 2010, fueron un total 18 semanas de temporada regular, cada equipo sostuvo dos encuentros por semana, teniendo 18 juegos de local y 18 juegos en condición de visitante.
La postemporada inició el 4 de enero de 2011 y calificaron 12 equipos, la 1.ª y 2.ª rondas fueron a ganar 3 de 5 juegos, mientras que las semifinales y la final fueron a ganar 4 de 7 juegos.

## Eventos destacados
- Tuvieron su primera participación en la liga los Jaguares de la Bahía, la Ola Verde de Poza Rica, los Titanes Capital del Distrito Federal y los Volcanes del Estado de México.
- Salieron del torneo los Barreteros de Zacatecas, Cosmos de Tijuana, Indios de Ciudad Juárez, Libertadores de Querétaro, Bucaneros de Campeche, Halcones UV Córdoba y los Pilares del Distrito Federal.
- Reingresaron al circuito los Algodoneros de la Comarca.
- El 7 de octubre de 2010 se anunció que los Jaguares de la Bahía cambiarían de sede a la ciudad de Saltillo, Coahuila para darle cabida al equipo Saltillo.[3]
- El 29 de octubre de 2010 FIBA Américas anunció que estaban definidas las sedes y el itinerario de la Liga de las Américas 2010-11, en donde se le concedió a la ciudad de Xalapa, Veracruz la sede del "Grupo B", el cual entró en competencia el 14, 15 y 16 de diciembre de 2010 en el Gimnasio de la USBI, con la participación de los Cañeros de La Romana de República Dominicana, Defensor Sporting de Uruguay, Uniceub BRB de Brasil y los anfitriones Halcones UV Xalapa. Asimismo, los Toros de Nuevo Laredo participaron en el "Grupo A" con sede en Mar del Plata, Argentina; y los Halcones Rojos Veracruz en el "Grupo D" con sede en Arecibo, Puerto Rico.[4]
- El 30 de noviembre de 2010 se llevó a cabo el XIII Juego de Estrellas de la LNBP en el Gimnasio Olímpico Juan de la Barrera de la ciudad de México, D. F., en donde la Selección de jugadores Extranjeros se impuso a la de los Nacionales por 117 a 116. Jeremis Smith de Fuerza Regia de Monterrey ganó el concurso de Clavadas, y Orlando Méndez jugador de los Halcones UV Xalapa se proclamó como el ganador del concurso de Tiros de 3. Cabe destacar que el "Jugador Más Valioso" del encuentro fue Letheal Cook de los Algodoneros de la Comarca.
- El 3 de diciembre de 2010 se anunció que los Algodoneros de la Comarca quedaban fuera de la temporada, quedando el torneo sólo con 17 equipos.[5]
- El 20 de diciembre de 2010 se anunció que la Ola Verde de Poza Rica quedaba fuera de la temporada, quedando el torneo sólo con 16 equipos.[6]
- El 24 de enero de 2011 FIBA Américas anunció que la ciudad de Veracruz, Veracruz; sería la sede del "Grupo E" de la Segunda fase de la Liga de las Américas 2010-11 los días 3, 4 y 5 de febrero en el Auditorio "Benito Juárez" de esa ciudad, en donde participaron los Capitanes de Arecibo de Puerto Rico, el Flamengo de Brasil, los locales Halcones Rojos Veracruz de México y Peñarol de Mar del Plata de Argentina.[7]
- El 16 de febrero de 2011 FIBA Américas anunció que la ciudad de Xalapa, Veracruz; sería la sede del "Final Four" de la Liga de las Américas 2010-11, el cual se realizó los días 4, 5 y 6 de marzo de 2011 en el Gimnasio de la USBI de esa ciudad, en donde participaron los Capitanes de Arecibo de Puerto Rico, los Halcones Rojos Veracruz de México, los locales Halcones UV Xalapa también de México y Regatas Corrientes de Argentina.[8] Cabe señalar que Xalapa es la única ciudad mexicana que ha sido dos veces sede del "Final Four" de la Liga de las Américas, ya que también albergó dicho evento en la Liga de las Américas 2008-09.
- Halcones Rojos Veracruz y Halcones UV Xalapa quedaron dentro de los 4 mejores equipos de América.

## Campeón de Liga
El Campeonato de la LNBP lo obtuvieron los Toros de Nuevo Laredo, los cuales derrotaron en la Serie Final a los Pioneros de Quintana Roo por 4 juegos a 2, coronándose el equipo neolaredense en calidad de visitante en el propio Poliforum Benito Juárez de Cancún, Quintana Roo.

## Equipos participantes
| Liga Nacional de Baloncesto Profesional de México 2010-2011 |                                |               |
| Equipo                                                      | Ciudad                         | Miembro desde |
| Abejas de Guanajuato                                        | Guanajuato, Guanajuato         | 2009-2010     |
| Algodoneros de la Comarca                                   | Torreón, Coahuila              | 2000          |
| Ángeles de Puebla                                           | Puebla, Puebla                 | 2007-2008     |
| Fuerza Regia de Monterrey                                   | Monterrey, Nuevo León          | 2001          |
| Halcones Rojos Veracruz                                     | Veracruz, Veracruz             | 2005          |
| Halcones UV Xalapa                                          | Xalapa, Veracruz               | 2003          |
| Huracanes de Tampico                                        | Tampico, Tamaulipas            | 2009-2010     |
| Jaguares de la Bahía                                        | Bahía de Banderas, Nayarit     | 2010-2011     |
| Lechugueros de León                                         | León, Guanajuato               | 2001          |
| Lobos Grises de la UAD                                      | Durango, Durango               | 2005          |
| Ola Verde de Poza Rica                                      | Poza Rica, Veracruz            | 2010-2011     |
| Panteras de Aguascalientes                                  | Aguascalientes, Aguascalientes | 2003          |
| Pioneros de Quintana Roo                                    | Cancún, Quintana Roo           | 2006          |
| Potros ITSON de Obregón                                     | Ciudad Obregón, Sonora         | 2008-2009     |
| Soles de Mexicali                                           | Mexicali, Baja California      | 2005          |
| Titanes Capital del Distrito Federal                        | México, D. F.                  | 2010-2011     |
| Toros de Nuevo Laredo                                       | Nuevo Laredo, Tamaulipas       | 2007-2008     |
| Volcanes del Estado de México                               | Toluca, Estado de México       | 2010-2011     |

## Clasificación
- Actualizadas las clasificaciones al 2 de enero de 2011.

JJ = Juegos Jugados, JG = Juegos Ganados, JP = Juegos Perdidos, Ptos. = Puntos Obtenidos = (JGx2)+(JP), PF= Puntos a favor, PC = Puntos en contra, Dif. = Diferencia entre Ptos. a favor y en contra, JV = Juegos de Ventaja
| Clasificación General                |    |    |    |      |      |      |       |    |
| Equipo                               | JJ | JG | JP | PF   | PC   | Dif. | Ptos. | JV |
| Pioneros de Quintana Roo             | 36 | 28 | 8  | 3268 | 2709 | 559  | 64    | -- |
| Fuerza Regia de Monterrey            | 36 | 27 | 9  | 3112 | 2797 | 315  | 63    | 1  |
| Halcones UV Xalapa                   | 36 | 26 | 10 | 3051 | 2823 | 228  | 62    | 2  |
| Halcones Rojos Veracruz              | 36 | 25 | 11 | 2860 | 2468 | 392  | 61    | 3  |
| Toros de Nuevo Laredo                | 36 | 25 | 11 | 3055 | 2754 | 301  | 61    | 3  |
| Ángeles de Puebla                    | 36 | 24 | 12 | 2847 | 2645 | 202  | 60    | 4  |
| Lechugueros de León                  | 36 | 22 | 14 | 2979 | 2818 | 161  | 58    | 6  |
| Huracanes de Tampico                 | 36 | 22 | 14 | 2947 | 2857 | 90   | 58    | 6  |
| Lobos Grises de la UAD               | 36 | 22 | 14 | 3056 | 2853 | 203  | 58    | 6  |
| Soles de Mexicali                    | 36 | 20 | 16 | 2786 | 2654 | 132  | 56    | 8  |
| Potros ITSON de Obregón              | 36 | 17 | 19 | 2971 | 2905 | 66   | 53    | 11 |
| Abejas de Guanajuato                 | 35 | 12 | 23 | 2726 | 2825 | -99  | 47    | 16 |
| Panteras de Aguascalientes           | 33 | 13 | 20 | 2899 | 3024 | -125 | 46    | 15 |
| Titanes Capital del Distrito Federal | 36 | 9  | 27 | 2570 | 3020 | -450 | 45    | 19 |
| Volcanes del Estado de México        | 36 | 2  | 34 | 2644 | 3571 | -927 | 38    | 26 |
| Jaguares de la Bahía                 | 33 | 3  | 30 | 2364 | 2975 | -611 | 36    | 25 |
| Ola Verde de Poza Rica               | 30 | 9  | 21 | 2595 | 2601 | -6   | 39    | 19 |
| Algodoneros de la Comarca            | 35 | 8  | 27 | 2168 | 2599 | -431 | 43    | 20 |

| Clasificado a los playoffs |

| Eliminado de los playoffs |

| No concluyeron el torneo |

## Playoffs
|  | Semifinales                 | Semifinales                 | Semifinales                 |       |   | Final                      | Final                      | Final                      |  |
|  | 27 de enero - 17 de febrero | 27 de enero - 17 de febrero | 27 de enero - 17 de febrero |       |   | 20 de febrero - 1 de marzo | 20 de febrero - 1 de marzo | 20 de febrero - 1 de marzo |  |
|  |                             |                             |                             |       |   |                            |                            |                            |  |
|  |                             |                             |                             |       |   |                            |                            |                            |  |
|  | 1                           | Pioneros                    | 4                           |       |   |                            |                            |                            |  |
|  | 1                           | Pioneros                    | 4                           |       |   |                            |                            |                            |  |
|  | 2                           | Fuerza Regia                | 3                           |       |   |                            |                            |                            |  |
|  | 2                           | Fuerza Regia                | 3                           |       | 1 | Pioneros                   | 2                          |                            |  |
|  |                             |                             |                             |       | 1 | Pioneros                   | 2                          |                            |  |
|  |                             |                             | 5                           | Toros | 4 |                            |                            |                            |  |
|  | 3                           | Halcones                    | 5                           | Toros | 4 | 1                          |                            |                            |  |
|  | 3                           | Halcones                    |                             |       |   | 1                          |                            |                            |  |
|  | 5                           | Toros                       | 4                           |       |   |                            |                            |                            |  |
|  | 5                           | Toros                       | 4                           |       |   |                            |                            |                            |  |
|  |                             |                             |                             |       |   |                            |                            |                            |  |

### Primera ronda

#### Pioneros de Quintana Roo vs. Abejas de Guanajuato
| Fecha                        | Hora  | Equipo local             | Resultado | Equipo visitante     |
| ---------------------------- | ----- | ------------------------ | --------- | -------------------- |
| 4 de enero de 2011           | 20:30 | Pioneros de Quintana Roo | 113 - 71  | Abejas de Guanajuato |
| 5 de enero de 2011           | 20:30 | Pioneros de Quintana Roo | 107 - 63  | Abejas de Guanajuato |
| 6 de enero de 2011           | 20:30 | Pioneros de Quintana Roo | 104 - 87  | Abejas de Guanajuato |
| Pioneros gana la serie 3 - 0 |       |                          |           |                      |

 Nota: Los 3 partidos se disputaron en Cancún, ya que el tercero de la serie se jugó en el Poliforum Benito Juárez a petición de las Abejas de Guanajuato. 

#### Fuerza Regia de Monterrey vs. Potros ITSON de Obregón
| Fecha                            | Hora  | Equipo local              | Resultado | Equipo visitante          |
| -------------------------------- | ----- | ------------------------- | --------- | ------------------------- |
| 4 de enero de 2011               | 20:00 | Fuerza Regia de Monterrey | 78 - 87   | Potros ITSON de Obregón   |
| 5 de enero de 2011               | 20:00 | Fuerza Regia de Monterrey | 84 - 80   | Potros ITSON de Obregón   |
| 8 de enero de 2011               | 20:00 | Potros ITSON de Obregón   | 77 - 101  | Fuerza Regia de Monterrey |
| 9 de enero de 2011               | 20:00 | Potros ITSON de Obregón   | 91 - 81   | Fuerza Regia de Monterrey |
| 12 de enero de 2011              | 20:00 | Fuerza Regia de Monterrey | 87 - 78   | Potros ITSON de Obregón   |
| Fuerza Regia gana la serie 3 - 2 |       |                           |           |                           |

#### Halcones UV Xalapa vs. Soles de Mexicali
| Fecha                        | Hora  | Equipo local       | Resultado | Equipo visitante   |
| ---------------------------- | ----- | ------------------ | --------- | ------------------ |
| 4 de enero de 2011           | 20:00 | Halcones UV Xalapa | 76 - 69   | Soles de Mexicali  |
| 5 de enero de 2011           | 20:00 | Halcones UV Xalapa | 81 - 64   | Soles de Mexicali  |
| 8 de enero de 2011           | 20:15 | Soles de Mexicali  | 76 - 82   | Halcones UV Xalapa |
| Halcones gana la serie 3 - 0 |       |                    |           |                    |

#### Halcones Rojos Veracruz vs. Lobos Grises de la UAD
| Fecha                              | Hora  | Equipo local            | Resultado | Equipo visitante        |
| ---------------------------------- | ----- | ----------------------- | --------- | ----------------------- |
| 4 de enero de 2011                 | 20:30 | Halcones Rojos Veracruz | 95 - 75   | Lobos Grises de la UAD  |
| 5 de enero de 2011                 | 20:30 | Halcones Rojos Veracruz | 87 - 73   | Lobos Grises de la UAD  |
| 8 de enero de 2011                 | 20:30 | Lobos Grises de la UAD  | 80 - 95   | Halcones Rojos Veracruz |
| Halcones Rojos gana la serie 3 - 0 |       |                         |           |                         |

#### Toros de Nuevo Laredo vs. Huracanes de Tampico
| Fecha                     | Hora  | Equipo local          | Resultado | Equipo visitante      |
| ------------------------- | ----- | --------------------- | --------- | --------------------- |
| 4 de enero de 2011        | 20:30 | Toros de Nuevo Laredo | 80 - 74   | Huracanes de Tampico  |
| 5 de enero de 2011        | 20:30 | Toros de Nuevo Laredo | 76 - 66   | Huracanes de Tampico  |
| 8 de enero de 2011        | 19:45 | Huracanes de Tampico  | 81 - 73   | Toros de Nuevo Laredo |
| 9 de enero de 2011        | 18:30 | Huracanes de Tampico  | 73 - 53   | Toros de Nuevo Laredo |
| 12 de enero de 2011       | 20:30 | Toros de Nuevo Laredo | 85 - 63   | Huracanes de Tampico  |
| Toros gana la serie 3 - 2 |       |                       |           |                       |

#### Ángeles de Puebla vs. Lechugueros de León
| Fecha                       | Hora  | Equipo local        | Resultado | Equipo visitante    |
| --------------------------- | ----- | ------------------- | --------- | ------------------- |
| 4 de enero de 2011          | 19:30 | Ángeles de Puebla   | 69 - 64   | Lechugueros de León |
| 5 de enero de 2011          | 19:30 | Ángeles de Puebla   | 78 - 74   | Lechugueros de León |
| 8 de enero de 2011          | 20:15 | Lechugueros de León | 78 - 80   | Ángeles de Puebla   |
| Ángeles gana la serie 3 - 0 |       |                     |           |                     |

### Segunda ronda

#### Pioneros de Quintana Roo vs. Ángeles de Puebla
| Fecha                        | Hora  | Equipo local             | Resultado | Equipo visitante         |
| ---------------------------- | ----- | ------------------------ | --------- | ------------------------ |
| 15 de enero de 2011          | 18:00 | Pioneros de Quintana Roo | 97 - 78   | Ángeles de Puebla        |
| 16 de enero de 2011          | 18:00 | Pioneros de Quintana Roo | 99 - 93   | Ángeles de Puebla        |
| 19 de enero de 2011          | 19:30 | Ángeles de Puebla        | 76 - 69   | Pioneros de Quintana Roo |
| 20 de enero de 2011          | 19:30 | Ángeles de Puebla        | 71 - 72   | Pioneros de Quintana Roo |
| Pioneros gana la serie 3 - 1 |       |                          |           |                          |

#### Fuerza Regia de Monterrey vs. Toros de Nuevo Laredo
| Fecha                     | Hora  | Equipo local              | Resultado | Equipo visitante          |
| ------------------------- | ----- | ------------------------- | --------- | ------------------------- |
| 15 de enero de 2011       | 20:00 | Fuerza Regia de Monterrey | 75 - 84   | Toros de Nuevo Laredo     |
| 16 de enero de 2011       | 16:00 | Fuerza Regia de Monterrey | 90 - 93   | Toros de Nuevo Laredo     |
| 19 de enero de 2011       | 20:30 | Toros de Nuevo Laredo     | 73 - 88   | Fuerza Regia de Monterrey |
| 20 de enero de 2011       | 20:30 | Toros de Nuevo Laredo     | 79 - 65   | Fuerza Regia de Monterrey |
| Toros gana la serie 3 - 1 |       |                           |           |                           |

 Nota: Fuerza Regia también avanza a las semifinales bajo el criterio del "mejor perdedor". 

#### Halcones UV Xalapa vs. Halcones Rojos Veracruz
| Fecha                        | Hora  | Equipo local            | Resultado | Equipo visitante        |
| ---------------------------- | ----- | ----------------------- | --------- | ----------------------- |
| 23 de enero de 2011          | 19:00 | Halcones UV Xalapa      | 84 - 76   | Halcones Rojos Veracruz |
| 24 de enero de 2011          | 20:00 | Halcones UV Xalapa      | 73 - 95   | Halcones Rojos Veracruz |
| 27 de enero de 2011          | 20:30 | Halcones Rojos Veracruz | 76 - 79   | Halcones UV Xalapa      |
| 28 de enero de 2011          | 20:30 | Halcones Rojos Veracruz | 79 - 66   | Halcones UV Xalapa      |
| 30 de enero de 2011          | 19:00 | Halcones UV Xalapa      | 73 - 64   | Halcones Rojos Veracruz |
| Halcones gana la serie 3 - 2 |       |                         |           |                         |

### Semifinales

#### Pioneros de Quintana Roo vs. Fuerza Regia de Monterrey
| Fecha                        | Hora  | Equipo local              | Resultado | Equipo visitante          |
| ---------------------------- | ----- | ------------------------- | --------- | ------------------------- |
| 27 de enero de 2011          | 20:30 | Pioneros de Quintana Roo  | 95 - 93   | Fuerza Regia de Monterrey |
| 28 de enero de 2011          | 20:30 | Pioneros de Quintana Roo  | 77 - 68   | Fuerza Regia de Monterrey |
| 31 de enero de 2011          | 20:00 | Fuerza Regia de Monterrey | 96 - 70   | Pioneros de Quintana Roo  |
| 1 de febrero de 2011         | 20:00 | Fuerza Regia de Monterrey | 85 - 65   | Pioneros de Quintana Roo  |
| 2 de febrero de 2011         | 20:00 | Fuerza Regia de Monterrey | 71 - 60   | Pioneros de Quintana Roo  |
| 5 de febrero de 2011         | 20:30 | Pioneros de Quintana Roo  | 93 - 81   | Fuerza Regia de Monterrey |
| 6 de febrero de 2011         | 18:00 | Pioneros de Quintana Roo  | 84 - 79   | Fuerza Regia de Monterrey |
| Pioneros gana la serie 4 - 3 |       |                           |           |                           |

#### Halcones UV Xalapa vs. Toros de Nuevo Laredo
| Fecha                     | Hora  | Equipo local          | Resultado | Equipo visitante      |
| ------------------------- | ----- | --------------------- | --------- | --------------------- |
| 3 de febrero de 2011      | 20:00 | Halcones UV Xalapa    | 97 - 100  | Toros de Nuevo Laredo |
| 4 de febrero de 2011      | 20:00 | Halcones UV Xalapa    | 85 - 83   | Toros de Nuevo Laredo |
| 6 de febrero de 2011      | 17:00 | Toros de Nuevo Laredo | 74 - 68   | Halcones UV Xalapa    |
| 7 de febrero de 2011      | 20:30 | Toros de Nuevo Laredo | 103 - 96  | Halcones UV Xalapa    |
| 17 de febrero de 2011     | 20:30 | Toros de Nuevo Laredo | 95 - 79   | Halcones UV Xalapa    |
| Toros gana la serie 4 - 1 |       |                       |           |                       |

### Final

#### Pioneros de Quintana Roo vs. Toros de Nuevo Laredo
| Fecha                     | Hora  | Equipo local             | Resultado | Equipo visitante         |
| ------------------------- | ----- | ------------------------ | --------- | ------------------------ |
| 20 de febrero de 2011     | 20:30 | Pioneros de Quintana Roo | 83 - 79   | Toros de Nuevo Laredo    |
| 21 de febrero de 2011     | 20:30 | Pioneros de Quintana Roo | 66 - 81   | Toros de Nuevo Laredo    |
| 24 de febrero de 2011     | 20:30 | Toros de Nuevo Laredo    | 83 - 72   | Pioneros de Quintana Roo |
| 25 de febrero de 2011     | 20:30 | Toros de Nuevo Laredo    | 97 - 86   | Pioneros de Quintana Roo |
| 26 de febrero de 2011     | 20:30 | Toros de Nuevo Laredo    | 95 - 98   | Pioneros de Quintana Roo |
| 1 de marzo de 2011        | 20:30 | Pioneros de Quintana Roo | 82 - 93   | Toros de Nuevo Laredo    |
| Toros gana la serie 4 - 2 |       |                          |           |                          |

## Líderes individuales
| Categoría         | Jugador                        | Equipo                     | Marca | Promedio | %     |
| ----------------- | ------------------------------ | -------------------------- | ----- | -------- | ----- |
| Créditos          | Michael Smith                  | Lechugueros de León        | 726   | 25.93    | *     |
| Puntos            | Ricardo José Meléndez Huertas  | Panteras de Aguascalientes | 696   | 26.77    | *     |
| Rebotes           | Antonio Enrique García Murillo | Panteras de Aguascalientes | 335   | 13.40    | *     |
| Asistencias       | Paul Michael Stoll Hernández   | Halcones Rojos Veracruz    | 140   | 7.78     | *     |
| Tiros de 2        | Ryan O'neal P Moss             | Lechugueros de León        | 187   | 6.68     | 0.609 |
| Tiros de 3        | Michael Smith                  | Lechugueros de León        | 112   | 4.00     | 0.415 |
| Tiros Libres      | Ricardo José Meléndez Huertas  | Panteras de Aguascalientes | 165   | 6.35     | 0.786 |
| Minutos           | Michael Smith                  | Lechugueros de León        | 1,011 | 36.11    | *     |
| Faltas Cometidas  | René Anthony Rougeau           | Toros de Nuevo Laredo      | 95    | 3.28     | *     |
| Faltas Recibidas  | Jeremis Stephon Smith          | Fuerza Regia de Monterrey  | 166   | 5.93     | *     |
| Robos de Balón    | Robert Corey Hornsby           | Huracanes de Tampico       | 57    | 2.11     | *     |
| Pérdidas de balón | Michael Smith                  | Lechugueros de León        | 88    | 3.14     | *     |
| Tapones           | Ryan O'neal P Moss             | Lechugueros de León        | 47    | 1.68     | *     |

## Designaciones
A continuación se muestran las designaciones a los mejores jugadores de la temporada 2010-2011.
| Designación               | Ganador                       | Equipo                     |
| ------------------------- | ----------------------------- | -------------------------- |
| Jugador del año           | Michael Smith                 | Lechugueros de León        |
| Guardia del año           | Ricardo José Meléndez Huertas | Panteras de Aguascalientes |
| Delantero del año         | Michael Smith                 | Lechugueros de León        |
| Centro del año            | Ryan O'neal P Moss            | Lechugueros de León        |
| Jugador nacional del año  | Paul Michael Stoll Hernández  | Halcones Rojos Veracruz    |
| Jugador importado del año | Michael Smith                 | Lechugueros de León        |
| Entrenador del año        | José Ramón Martínez Boglio    | Toros de Nuevo Laredo      |